# Итиллек
Итиллек (гренл. IItivdleq) — посёлок в коммуне Кекката в юго-западной Гренландии. Население в январе 2005 года было 123 человека, в январе 2008 года — 126 жителей. Находится на расстоянии около 50 км от города Сисимиут, на острове в устье одноимённого фьорда, в 200 м южнее полярного круга. До 2009 года посёлок относился к коммуне Сисимиут.
Основан в 1847 году как Itinninnguaq в километре западнее, но позже был перемещён на остров, на нынешнее место. На острове нет естественных источников пресной воды, её получают здесь из морской воды методом обратного осмоса, до постройки опреснительной установки пресная вода на острове была привозной. Основное занятие населения охота и рыболовство, также есть предприятие по переработке рыбы (трески) и лососёвой икры.